# Laderdinger Gamskarspitz
Der Laderdinger Gamskarspitz (auch die Laderdinger Gamskarspitze) ist ein 2413 m ü. A. hoher Berg in der Ankogelgruppe der Zentralalpen im österreichischen Bundesland Salzburg.

## Lage und Umgebung
Der Gipfel des Laderdinger Gamskarspitzes erhebt sich an der Grenze zwischen den Gemeinden Bad Hofgastein im Westen und Großarl im Osten. Die namensgebende Ortschaft Laderding liegt im Westen am Fuß des Bergs. Der Ortschaft Laderding zugehörig ist der ehemalige Einzelhof Kamp an den nordwestlichen Hängen. Mit dem Aigenbach entspringt ein linksseitiger Nebenbach der Großarler Ache am Laderdinger Gamskarspitz. Zu den Bergen in der Umgebung zählen der 2136 m ü. A. hohe Aukopf im Norden, der 2333 m ü. A. hohe Tennkogel im Südosten und der 2385 m ü. A. hohe Geißkarkopf im Südwesten. Der Laderdinger Gamskarspitz gehört zu den 55 Gipfeln des Gasteinertals, für deren vollständige Besteigung der Gasteiner Gipfelkranz vergeben wird, die höchste Klasse der Gasteiner Wandernadeln des Österreichischen Alpenvereins.

## Geologie
Der Gipfelbereich des Laderdinger Gamskarspitzes ist von Prasinit und Amphibolit des Tauernfensters (Penninikum) geprägt. Daran schließen im Süden und Westen Marmor, Phyllit und Glimmerschiefer an.

## Fauna und Flora
Die Gamswild-Ruhezone Aukopf, die sich bis an den Nordgrat des Laderdinger Gamskarspitzes erstreckt, darf von 1. Dezember bis 31. Mai nicht betreten werden. In der Rotwild-Ruhezone Kamp an den nordwestlichen Hängen ist von 1. November bis 31. Mai der Zutritt verboten. Westlich des Gipfels gibt es einen Bestand der Rostblättrigen Alpenrose (Rhododendron ferrugineum). An den westlichen und östlichen Hängen finden sich Grünerlen-Buschwälder.

## Geschichte
Am Osthang des Laderdinger Gamskarspitzes wurden ab dem 17. Jahrhundert und bis zum Jahr 1837 Pyrit und Kupfer abgebaut. Dies erfolgte mittels vier Stollen und zwei Halden.